# Renascimento (DC Comics)
DC Rebirth (Renascimento no Brasil) é um relançamento realizado em 2016 pela DC Comics de toda a sua linha editorial mensal de revistas em quadrinhos de super herois. Tendo início no término da fase Os Novos 52, em maio de 2016, DC Rebirth tem a intenção de restaurar o Universo DC a um estado anterior ao arco Ponto de Ignição, ainda que incorpore inúmeros elementos dos Novos 52, incluindo sua continuidade (o que significa que não é um reboot). Isso também fará com que vários de seus títulos mensais se tornem quinzenais.
No Brasil, a iniciativa está sendo publicada pela editora Panini Comics desde março/abril de 2017, com o lançamento do especial Universo DC: Renascimento.
A DC encerrou o selo "Rebirth" em dezembro de 2017, o banner azul do "Renascimento" ["Rebirth", no original] foi substituído por um selo maior — um pequeno símbolo na lateral com os dizeres: "DC Universe"; a continuidade estabelecida em Rebirth continuou.

## Histórico da publicação

### DC Universe: Rebirth Speciale lançamento da iniciativa
Em janeiro de 2016, os co-editores da DC Comics, Dan DiDio e Jim Lee twiteram uma imagem de uma cortina azul com a palavra "Rebirth" ("Renascimento") escrita nela, prenunciando assim o evento. No mês seguinte, a DC anunciou a sua iniciativa "Rebirth" ("Renascimento"), um relançamento de toda a sua linha de títulos, iniciando com edição especial. Tudo começou com o lançamento da edição especial de 80 páginas em 25 de Maio de 2016, Renascimento fez quadrinhos como Action Comics e Detective Comics terem sua numeração anterior retomada (#957 e #934, respectivamente), além disso, todos os títulos sairiam por US$2.99, vários títulos passaram a ser lançados duas vezes por mês (quinzenalmente), vários títulos existentes tiveram sua numeração reiniciada para a edição #1 e novos títulos também foram lançados.
As equipes criativas para os títulos do Renascimento, juntamente com algumas artes e enredos, foram revelados na WonderCon 2016. Além disso, dois títulos que fizeram parte do anúncio inicial de fevereiro, Gotham Academy: Second Semester ("Academia Gotham: Segundo Semestre") e Earth 2 ("Terra 2"), não seriam parte do Renascimento, sendo apenas continuação dos títulos dos Novos 52, Gotham Academy ("Academia Gotham") e Earth 2: Society (Terra 2: Sociedade"), respectivamente.
Em 27 de Maio de 2016, a DC anunciou que a edição especial Universe: Rebirth Special #1 receberia uma segunda impressão. A reimpressão, que está sendo vendida por US$ 5.99, mostrou uma capa exclusiva de Gary Frank, revelando melhor a mão estendida do Doutor Manhattan no canto superior direito, bem como trazendo formato em lombada quadrada. Menos de uma semana depois, a DC revelou que o título receberia uma terceira impressão, com preço de capa de US$5.99 em formato de lombada quadrada e uma nova capa de Frank. Além disso, as primeiras "ondas" ("levas") de one-shots do Renascimento — Batman: Rebirth (Batman: Renascimento), Green Lanterns: Rebirth (Lanternas Verdes: Renascimento), Superman: Rebirth (Superman: Renascimento) e Green Arrow: Rebirth (Arqueiro Verde: Renascimento) — também receberam uma segunda impressão, como o título "Renascimento" recolorido para diferenciá-los da impressão original (primeira impressão). Uma quarta impressão contou com capa de Ethan Van Sciver mostrando a cena onde Wally West interrompe Batman na Batcaverna, com a imagem de três Coringas no Batcomputador. A quinta impressão de DC Universe: Rebirth Special, anunciada em Agosto de 2016, apresentou uma capa de Phil Jimenez que retrata Barry Allen e Wally West dando as mãos um ao outro.

### Segunda fase e aumento de preços
Em Setembro de 2016, a DC anunciou a minissérie Justice League vs. Suicide Squad (Liga da Justiça vs. Esquadrão Suicida) para ser lançada entre Dezembro de 2016 até Janeiro de 2017. A segunda fase do Renascimento começou em Fevereiro de 2017, com o lançamento de Justice League of America (Liga da Justiça da América), Super Sons (Super Filhos) e Batwoman. Em Janeiro de 2017, a DC anunciou as quatro edições da história The Button ("O Bóton") para lançamento em Abril e Maio de 2017. Ocorrendo nas edições 21 e 22 de Batman e The Flash, o enredo continua os argumentos vistos em DC Universe: Rebirth Special com Batman e Barry Allen investigando o mistério da "carinha sorridente" no rosto do botão do Comediante encontrado na Batcaverna. Pouco depois, a DC revelou que, em Abril de 2017, todos os títulos mensais lançados na época (Batgirl, Batgirl and the Birds of Prey (Batgirl e as Aves de Rapina), Batman Beyond (Batman do Futuro), Batwoman, Blue Beetle (Besouro Azul), Cyborg, The Hellblazer (John Constantine), New Super-Man (Novo Superman), Red Hood and the Outlaws (Capuz Vermelho e os Foragidos), Super Sons (Super Filhos), Supergirl, Superwoman, Teen Titans (Jovens Titãs), Titans (Titãs), e Trinity (Trindade), aumentariam seu preço de US$2.99 para US$3.99 com All-Star Batman (Grandes Astros Batman) continuando com seu preço de US$4.99. Para dar conta do aumento de preços, cada cópia física veio com um código para resgatar gratuitamente uma cópia digital do título. A DC também estabeleceu que os títulos quinzenais permaneceriam com o preço de US$2.99.
Em 2017, a DC anunciou a minissérie Doomsday Clock para ser lançada em Novembro de 2017. Escrita por Johns com arte de Frank, ela continua a história apresentada no enredo em DC Universe: Rebirth Special e e que foi continuada em "The Button". A minissérie mostrará o confronto entre a esperança e otimismo do Superman com as ações cínicas de Doutor Manhattan no universo DC. O roteirista ressaltou que a história será diferente de tudo o que foi feito antes e, primeiramente, explicou de maneira oficial que o personagem de Watchmen esteve por trás da criação do Universo DC dos Novos 52. Falando no projeto, Johns disse, "É algo a mais. É Watchmen colidindo com o Universo DC. É o projeto mais pessoal e mais épico, totalmente enlouquecedor no qual eu já trabalhei em minha carreira. Com o Renascimento, eu abri a porta para o Manhattan. Parte disso foi o amor que tenho pela influência que Watchmen tem no mundo real. Eu coloquei o Manhattan lá, e sempre pensei que havia uma história do Manhattan/Superman para ser contada, mas então... tudo cresceu. E cresceu. E dominou meu coração e alma. Ainda sim, no fundo da história, temos um ser que perdeu sua humanidade, e se distanciou disso, e um alien que encarna a humanidade mais do que a maioria dos humanos. Eu amo a ideia de que Watchmen influenciou a DC, mas como seria o contrário disso? E vai além disso." Johns garantiu que a minissérie não será uma continuação para Watchmen e sim uma história autônoma, não terá nenhum derivado ou adicional (sem tie-ins): “Não iríamos fazer uma história como essa a menos que acreditemos 100% nela. É tudo sobre a história, é apenas sobre a história. Não existem crossovers. Não vamos diluir one-shots ou minisséries em cima desta. É uma única história. É apenas Doomsday Clock. Não tivemos interesse de fazer um crossover com isto. Não queremos ver Doutor Manhattan contra Superman em Action Comics, com todo o respeito. Não é disso que se trata. É algo diferente. Terá impacto sobre todo o universo DC. Irá afetar tudo o que fizemos anteriormente. Irá tocar na temática e na essência literal da DC.” Johns também revelou que a minissérie ocorrerá um ano à frente da linha do tempo atual da DC, e "toda a linha do Renascimento chegará aos eventos de Doomsday Clock no fim de sua tiragem anual — só então, as repercussões do evento serão conhecidas."

## Mudanças no Universo DC
Com o lançamento de DC Universe: Rebirth Special, personagens que não foram vistos durante Os Novos 52, incluindo Wally West, Jackson Hyde / Aqualad, Ryan Choi, Helena Bertinelli, e o Senhor  Destino, retornaram à continuidade, enquanto outros personagens, como Ted Kord e Ray Palmer / Elektron voltaram a sua caracterização anterior ao "Flashpoint" ("Ponto de Ignição"). Além disso, Wally West explica a causa do reinício do universo após o "Flashpoint" não foi por conta de Barry Allen tentar consertar as linhas de tempo. E sim, que por razões ainda desconhecidas, o Doutor Manhattan (de Watchmen) interferiu e removeu aproximadamente 10 anos de cada personagem, o que resultou na idade mais jovem dos heróis nos Novos 52, junto com as inexplicadas ressurreições de vários personagens conhecidos falecidos, e na perda do legado e relacionamentos anteriores.
Com o desfecho do arco "Superman Reborn" na Action Comics #976, as duas versões do Clark Kent / Superman e da sua esposa Lois Lane e seu filho Jonathan Samuel Kent / Superboy, foram fundidos em uma só, unindo assim os universos pré-e-pós-Ponto de Ignição (Flashpoint) em um só. Peter J. Tomasi explicou que "Os eventos da Action #976 redefiniram e remodelaram toda a linha do tempo do Superman. Onde havia dois Superman, suas realidades, agora foram fundidas em uma linha do tempo com apenas um deles."

## Publicação nos Estados Unidos

### Séries regulares
Na WonderCon de 2016, a DC revelou quatro diferentes "famílias", agrupando personagens similares ou que possuam conexão entre sí.

#### "Batman"
Estes títulos englobam Batman e os personagens da Bat-Família.
| Título original (Título traduzido)                          | Data de publicação (Edições)                  | Equipe criativa                                                        | Notas / Referências |
| ----------------------------------------------------------- | --------------------------------------------- | ---------------------------------------------------------------------- | --- |
| Batman                                                      | Junho de 2016 – presente (1– , mais 2 anuais) | Roteirista Tom King Artistas David Finch Mikel Janin                   | O título começou a ser distribuído quinzenalmente |
| Detective Comics                                            | Junho de 2016 – presente (934– )              | Roteirista James Tynion IV Artistas Eddy Barrows Alvaro Martinez       | Apresentando uma equipe formada por Tim Drake, Stephanie Brown, Cassandra Cain e Cara-de-Barro, comandados por Batman e Batwoman. O título começou a ser distribuído quinzenalmente.                 |
| Batgirl                                                     | Julho de 2016 – presente (1– , mais 1 anual)  | Roteirista Hope Larson Artista Rafael Albuquerque Christian Wildgoose  | Focada em Barbara Gordon. O título começou a ser distribuído mensalmente. |
| Red Hood and the Outlaws (Capuz Vermelho e os Foragidos)    | Agosto de 2016 – presente (1– , mais 1 anual) | Roteirista Scott Lobdell Artista Dexter Soy                            | Focado na equipe formada por Jason Todd, Bizarro e Artemis. O título começou a ser distribuído mensalmente.                                                                                          |
| Nightwing (Asa Noturna)                                     | Julho de 2016 – presente (1–, mais 1 anual)   | Roteirista Tim Seeley Artistas Javi Fernandez Marcus To                | Focado em Dick Grayson. O título começou a ser distribuído quinzenalmente. Passou a ser distribuído mensalmente em abril de 2018, e retomou sua distribuição quinzenal a partir de setembro de 2018. |
| All-Star Batman (Grandes Astros Batman)                     | Agosto de 2016 – Outubro de 2017 (1–14)       | Roteirista Scott Snyder Artistas Vários                                | Os artistas da série incluem John Romita, Jr., Jock, Sean Murphy, Paul Pope, Tula Lotay, Afua Richardson, Francesco Francavilla e muito mais. O título começou a ser distribuído mensalmente.        |
| Batgirl and the Birds of Prey (Batgirl & As Aves de Rapina) | Agosto de 2016 – Maio de 2018 (1–22)          | Roteiristas Julie Benson Shawna Benson Artista Claire Roe Roge Antonio | Focado em uma equipe formada por Barbara Gordon, Canário Negro e Caçadora. O título começou a ser distribuído mensalmente.                                                                           |
| Batwoman                                                    | Março de 2017 – Agosto de 2018 (1–18)         | Roteiristas Marguerite Bennett James Tynion IV Artista Steve Epting    | O título começou a ser distribuído mensalmente. |
| Catwoman (Mulher-Gato)                                      | Julho de 2018 – (1– )                         | Roteiristas Joëlle Jones Artista Joëlle Jones                          | Focado em Selina Kyle. O título começou a ser distribuído mensalmente. |

#### "Superman/Mulher-Maravilha"
Estes títulos apresentam o Superman, os personagens da "Família do Superman" e a Mulher-Maravilha
| Título original (Título traduzido) | Data de publicação (Edições)                                    | Equipe criativa                                                                 | Notas / Referências |
| ---------------------------------- | --------------------------------------------------------------- | ------------------------------------------------------------------------------- | --- |
| Action Comics                      | Junho de 2016 – presente (957– , 1 especial)                    | Roteirista Dan Jurgens Artistas Patrick Zircher Tyler Kirkham Stephen Segovia   | Apresenta o Superman anterior a Ponto de Ignição co-existindo com Clark Kent e Lex Luthor em sua armadura de Superman. O título começou a ser distribuído quinzenalmente. |
| Superman                           | Junho de 2016 – Abril de 2018 (1–45, mais 1 anual e 1 especial) | Roteirista Peter J. Tomasi Patrick Gleason Artistas Patrick Gleason Doug Mahnke | Este título foca-se na família do Superman pré-Flashpoint ["Ponto de Ignição"]. O título começou a ser distribuído quinzenalmente. |
| Wonder Woman (Mulher-Maravilha)    | Junho de 2016 – presente (1– , mais 1 anual)                    | Roteirista Greg Rucka Artistas Liam Sharp Nicola Scott                          | Nas primeiras edições, os lançamentos ímpares contam a história "Mulher-Maravilha: As Mentiras", no tempo presente, com Lian Sharp responsável pela arte. Já para os números pares, Rucka conta a história "Mulher-Maravilha: Ano Um", ambientada no passado e com Nicola Scott como artista. O título começou a ser distribuído quinzenalmente. |
| New Super-Man (Novo Super-Man)     | Julho de 2016 – Junho de 2018 (1–24)                            | Roteirista Gene Luen Yang Artista Viktor Bodganovich                            | Focada em Kenan Kong, um adolescente chinês que ganha uma parcela do poder do Superman. O título foi inicialmente anunciado como O Super-Man, contudo, mudou de nome após Yang mencionar que não existe palavra em chinês que possa ser traduzida para "o". O título começou a ser distribuído mensalmente.                                      |
| Superwoman                         | Agosto de 2016 – Janeiro de 2018 (1–18)                         | Roteirista Phil Jimenez Artistas Phil Jimenez Emmanuela Lupacchino              | Focada em Lana Lang. O título começou a ser distribuído mensalmente. |
| Supergirl                          | Setembro de 2016 – Maio de 2018 (1–20 , mais 1 anual)           | Roteirista Steve Orlando Artista Brian Ching                                    | Focada em Kara Zor-El. O título começou a ser distribuído mensalmente. |
| Trinity (Trindade)                 | Setembro de 2016 – Abril de 2018 (1–22 , mais 1 anual)          | Roteirista Francis Manapul Artistas Francis Manapul Clay Mann                   | Focada em Batman, Superman e Mulher-Maravilha. O título começou a ser distribuído mensalmente. |

#### "Liga da Justiça"
Estes títulos apresentam personagens relacionados com a Liga da Justiça, bem como a Tropa dos Lanternas Verdes e os Novos Titãs.
| Título original (Título traduzido)                                                 | Data de publicação (Edições)                           | Equipe criativa                                                        | Notas / Referências |
| ---------------------------------------------------------------------------------- | ------------------------------------------------------ | ---------------------------------------------------------------------- | --- |
| Aquaman                                                                            | Junho de 2016 – presente (1– , mais 1 anual)           | Roteirista Dan Abnett Artistas Brad Walker Jesus Merino Phil Briones   | O título começou a ser distribuído quinzenalmente. Passou a ser distribuído mensalmente em julho de 2017. |
| The Flash (Flash)                                                                  | Junho de 2016 – presente (1– , mais 1 anual)           | Roteirista Josh Williamson Artistas Carmine Di Giandomenico Neil Googe | Focado em Barry Allen. O título começou a ser distribuído quinzenalmente. |
| Green Lanterns (Lanternas Verdes)                                                  | Junho de 2016 – Outubro de 2018 (1–57, mais 1 anual)   | Roteirista Sam Humphries Artistas Robson Rocha Ardian Syaf             | Ambientado na Terra, o título segue os dois mais novos humanos Lanternas Verdes: Simon Baz e Jessica Cruz. O título começou a ser distribuído quinzenalmente. |
| Hal Jordan and the Green Lantern Corps (Hal Jordan e a Tropa dos Lanternas Verdes) | Julho de 2016 – Agosto de 2018 (1–50)                  | Roteirista Rob Venditti Artistas Ethan Van Sciver Rafa Sandoval        | Focado em Hal Jordan, John Stewart, Guy Gardner, e outros membros da Tropa dos Lanternas Verdes e o Lanterna Branco Kyle Rayner. O título começou a ser distribuído quinzenalmente. |
| Justice League (Liga da Justiça)                                                   | Julho de 2016 – Abril de 2018 (1–43)                   | Roteirista Bryan Hitch Artistas Tony Daniel Fernando Pasarin           | Apresentando uma equipe composta por Aquaman, Batman, Cyborg, Flash (Barry Allen), Superman, Mulher Maravilha, e os Lanternas Verdes Simon Baz e Jessica Cruz. O título começou a ser distribuído quinzenalmente.                                                                             |
| Titans (Titãs)                                                                     | Julho de 2016 – presente (1– , mais 2 anuais)          | Roteirista Dan Abnett Artista Brett Booth                              | Centrada no time formado por Wally West, Dick Grayson, Donna Troy, Arsenal, Garth, Lilith Clay, Abelha, Gnarrk, Rapina e Columba, e Malcolm Duncan, entre outros. O título começou a ser distribuído mensalmente. Retornou a ser distribuído quinzenalmente em setembro de 2018.              |
| Cyborg                                                                             | Setembro de 2016 – Junho de 2018 (1–23)                | Roteirista John Semper Artistas Will Conrad Paul Pelletier             | O título começou a ser distribuído quinzenalmente. Passou a ser distribuído mensalmente em janeiro de 2017. |
| Teen Titans (Jovens Titãs)                                                         | Outubro de 2016 – presente (1– , mais 1 anual)         | Roteirista Ben Percy Artistas Jonboy Meyers Khoi Pham                  | Focado na equipe formada por Damian Wayne, Estelar, Ravena, Mutano, e Kid Flash. O título começou a ser distribuído mensalmente. |
| Justice League of America (Liga da Justiça da América)                             | Fevereiro de 2017 – Abril de 2018 (1–29, mais 1 anual) | Roteirista Steve Orlando Artistas Ivan Reis Joe Prado                  | Gira em torno dos eventos visto na minissérie Liga da Justiça vs. Esquadrão Suicida. Focado numa equipe inicialmente composta por Eléktron (Ryan Choi), Vixen, Ray II (Ray Terrill), Nevasca (Caitlin Snow), Batman, Canário Negro e Lobo. O título começou a ser distribuído quinzenalmente. |
| Justice League Dark (Liga da Justiça Sombria)                                      | Julho de 2018 – presente (1– )                         | Roteirista James Tynion IV Artistas Raúl Fernández Alvaro Martinez     | Focado numa equipe composta por Mulher-Maravilha, Zatanna, Monstro do Pântano, Morcego Humano e Detective Chimp. O título começou a ser distribuído mensalmente. |
| Justice League Odyssey                                                             | Setembro de 2018 – presente (1– )                      | Roteirista Joshua Williamson Artistas Stjepan Sejic                    | Focado numa equipe composta por Azrael, Cyborg, Estelar, Lanterna Verde Jessica Cruz e Darkseid. O título começou a ser distribuído mensalmente. |

#### "Outros"
Estes títulos não puderam ser agrupados em nenhuma das "famílias" anteriores.
| Título original (Título traduzido) | Data de publicação (Edições)                          | Equipe criativa                                                                     | Notas / Referências |
| ---------------------------------- | ----------------------------------------------------- | ----------------------------------------------------------------------------------- | --- |
| Green Arrow (Arqueiro Verde)       | Junho de 2016 – Março de 2019 (1–50, mais 1 anual)    | Roteirista Ben Percy Artistas Otto Schmidt Juan Ferreyra                            | O título começou a ser distribuído quinzenalmente. Passou a ser distribuído mensalmente em novembro de 2017.                                                                                |
| Deathstroke (Exterminador)         | Agosto de 2016 – presente (1– , mais 1 anual)         | Roteirista Christopher Priest Artistas Carlo Pagulyan Igor Vitorino Felipe Watanabe | O título começou a ser distribuído quinzenalmente. Passou a ser distribuído mensalmente em junho de 2017.                                                                                   |
| Harley Quinn (Arlequina)           | Agosto de 2016 – presente (1– )                       | Roteirista Jimmy Palmiotti Amanda Conner Artistas Chad Hardin John Timms            | O título começou a ser distribuído quinzenalmente. |
| The Hellblazer (John Constantine)  | Agosto de 2016 – Julho de 2018 (1–24)                 | Roteirista Simon Oliver Artista Moritat                                             | O título começou a ser distribuído mensalmente. |
| Suicide Suad (Esquadrão Suicida)   | Agosto de 2016 – presente (1– )                       | Roteirista Rob Williams Artistas Jim Lee Philip Tan                                 | Focado no time composto por Arlequina, Crocodilo, Pistoleiro, Rick Flag, Katana, Capitão Boomerangue, Magia (Encantadora), entre outros. O título começou a ser distribuído quinzenalmente. |
| Blue Beetle (Besouro Azul)         | Setembro de 2016 – Fevereiro de 2018 (1–18)           | Roteirista Keith Giffen Artista Scott Kolins                                        | Focado em Ted Kord e Jaime Reyes. O título começou a ser distribuído mensalmente. |
| Batman Beyond (Batman do Futuro)   | Outubro de 2016 – presente (1– )                      | Roteirista Dan Jurgens Artista Bernard Chang                                        | Focado em Terry McGinnis. O título começou a ser distribuído mensalmente. |
| Super Sons (Super Filhos)          | Fevereiro de 2017 – Maio de 2018 (1–16, mais 1 anual) | Roteirista Peter J. Tomasi Artista Jorge Jimenez                                    | Focado em Damian Wayne e Jonathan Kent, respectivamente, os filhos do Batman e Superman. O título começou a ser distribuído mensalmente.                                                    |

### Edições Especiais (One-shots)
| Título original                                      | Data de publicação | Equipe criativa | Notas / Referências                                                      |
| ---------------------------------------------------- | ------------------ | --- | ------------------------------------------------------------------------ |
| DC Universe: Rebirth Special #1                      | Maio de 2016       | Roteirista Geoff Johns Artistas Ivan Reis Phil Jimenez Ethan Van Sciver Gary Frank                                        | Edição one-shot especial de relançamento.                                |
| Aquaman Rebirth #1                                   | Junho de 2016      | Roteirista Dan Abnett Artistas Brad Walker Jesus Merino Phil Briones                                                      | Título especial de relançamento focado no Aquaman.                       |
| Batman Rebirth #1                                    | Junho de 2016      | Roteiristas Tom King Scott Snyder Artista Mikel Janin                                                                     | Título especial de relançamento focado no Batman.                        |
| The Flash Rebirth #1                                 | Junho de 2016      | Roteirista Josh Williamson Artistas Carmine Di Giandomenico Neil Googe                                                    | Título especial de relançamento focado no Flash.                         |
| Green Arrow Rebirth #1                               | Junho de 2016      | Roteirista Ben Percy Artistas Otto Schmidt Juan Ferreya                                                                   | Título especial de relançamento focado no Arqueiro Verde.                |
| Green Lanterns Rebirth #1                            | Junho de 2016      | Roteiristas Geoff Johns Sam Humphries Artistas Ethan Van Sciver Ed Benes                                                  | Título especial de relançamento focado nos Lanternas Verdes.             |
| Superman Rebirth #1                                  | Junho de 2016      | Roteiristas Peter J. Tomasi Patrick Gleason Artista Doug Mahnke                                                           | Título especial de relançamento focado no Superman.                      |
| Titans Rebirth #1                                    | Junho de 2016      | Roteirista Dan Abnett Artista Brett Booth                                                                                 | Título especial de relançamento focado na equipe Titans.                 |
| Wonder Woman Rebirth #1                              | Junho de 2016      | Roteirista Greg Rucka Artista Phil Winslade                                                                               | Título especial de relançamento focado na Mulher Maravilha.              |
| Batgirl and the Birds of Prey Rebirth #1             | Julho de 2016      | Roteiristas Julie Benson Shawna Benson Artista Claire Roe                                                                 |                                                                          |
| Hal Jordan and the Green Lantern Corps Rebirth #1    | Julho de 2016      | Roteirista Rob Venditti Artista Ethan Van Sciver                                                                          |                                                                          |
| The Hellblazer Rebirth #1                            | Julho de 2016      | Roteirista Simon Oliver Artista Moritat                                                                                   |                                                                          |
| Justice League Rebirth #1                            | Julho de 2016      | Bryan Hitch |                                                                          |
| Nightwing Rebirth #1                                 | Julho de 2016      | Roteirista Tim Seeley Artista Yanick Paquette                                                                             |                                                                          |
| Red Hood and the Outlaws Rebirth #1                  | Julho de 2016      | Roteirista Scott Lobdell Artista Dexter Soy                                                                               |                                                                          |
| Blue Beetle Rebirth #1                               | Agosto de 2016     | Roteirista Keith Giffen Artista Scott Kolins                                                                              |                                                                          |
| Deathstroke Rebirth #1                               | Agosto de 2016     | Roteirista Christopher Priest Artistas Carlo Pagulyan Igor Vitorino Felipe Watanabe                                       |                                                                          |
| Suicide Squad Rebirth #1                             | Agosto de 2016     | Roteirista Rob Williams Artista Phillip Tan                                                                               |                                                                          |
| Suicide Squad: War Crimes Special #1                 | Agosto de 2016     | Roteirista John Ostrander Artista Gus Vazquez                                                                             |                                                                          |
| Supergirl Rebirth #1                                 | Agosto de 2016     | Roteirista Steve Orlando Artista Emmanuela Lupacchino                                                                     |                                                                          |
| Batman Beyond Rebirth #1                             | Setembro de 2016   | Roteirista Dan Jurgens Artista Bernard Chang Ryan Sook                                                                    |                                                                          |
| Cyborg Rebirth #1                                    | Setembro de 2016   | Roteirista John Semper Artistas Will Conrad Paul Pelletier                                                                |                                                                          |
| Teen Titans Rebirth #1                               | Setembro de 2016   | Roteirista Ben Percy Artista Jonboy Meyers                                                                                |                                                                          |
| Justice League Rebirth Director's Cut #1             | Outubro de 2016    | Roteirista Bryan Hitch Artista Tony S. Daniel                                                                             |                                                                          |
| Batman Director's Cut #1                             | Novembro de 2016   | Roteirista Tom King Artista David Finch                                                                                   |                                                                          |
| All Star Batman Director's Cut #1                    | Dezembro de 2016   | Roteirista Scott Snyder Artista John Romita, Jr.                                                                          |                                                                          |
| DC Rebirth Holiday Special #1                        | Dezembro de 2016   | Roteirista Vários Artistas Vários                                                                                         |                                                                          |
| Justice League of America: The Atom Rebirth #1       | Janeiro de 2017    | Roteirista Steve Orlando Artista Andy Macdonald                                                                           | Prelúdio para a série Justice League of America. Focado em Ryan Choi.    |
| Justice League of America: Killer Frost Rebirth #1   | Janeiro de 2017    | Roteiristas Steve Orlando Jody Houser Artista Mirka Andolfo                                                               | Prelúdio para a série Justice League of America. Focado em Caitlin Snow. |
| Justice League of America: The Ray Rebirth #1        | Janeiro de 2017    | Roteirista Steve Orlando Artista Stephen Byrne                                                                            | Prelúdio para a série Justice League of America. Focado em Ray Terrill.  |
| Justice League of America: Vixen Rebirth #1          | Janeiro de 2017    | Roteiristas Steve Orlando Jody Houser Artista Jamal Campbell                                                              | Prelúdio para a série Justice League of America. Focado em               |
| Batwoman Rebirth #1                                  | Fevereiro de 2017  | Roteiristas Marguerite Bennett James Tynion IV Artistas Ben Oliver Steve Epting                                           |                                                                          |
| Justice League of America Rebirth #1                 | Fevereiro de 2017  | Roteirista Steve Orlando Artista Andy Macdonald                                                                           |                                                                          |
| Suicide Squad Director's Cut #1                      | Março de 2017      | Roteirista Rob Williams Artistas Jim Lee Jason Fabok Ivan Reis                                                            |                                                                          |
| Dark Days: The Forge #1                              | Junho de 2017      | Roteiristas Scott Snyder James Tynion IV Artistas Jim Lee Andy Kubert John Romita Jr. outros                              | Prelúdio para Dark Nights: Metal.                                        |
| Dark Days: The Casting #1                            | Julho 2017         | Roteiristas Scott Snyder James Tynion IV Artistas Jim Lee Andy Kubert John Romita Jr. outros                              | Prelúdio para Dark Nights: Metal.                                        |
| Batman: The Red Death #1                             | Setembro de 2017   | Roteirista Joshua Williamson Artistas Carmine Di Giandomenico                                                             | Conexão para Dark Nights: Metal.                                         |
| Batman: The Murder Machine #1                        | Setembro de 2017   | Roteirista Frank Tieri Artistas Ricardo Federici                                                                          | Conexão para Dark Nights: Metal.                                         |
| Batman: The Dawnbreaker #1                           | Outubro de 2017    | Roteirista Sam Humphries Artistas Ethan Van Scriver                                                                       | Conexão para Dark Nights: Metal.                                         |
| Dark Days: The Forge / The Casting Director's Cut #1 | Outubro de 2017    | Roteiristas Scott Snyder James Tynion IV Artistas Jim Lee Andy Kubert John Romita Jr. outros                              |                                                                          |
| Batman: The Drowned #1                               | Outubro de 2017    | Roteirista Dan Abnett Artistas Philip Tan                                                                                 | Conexão para Dark Nights: Metal.                                         |
| Batman: The Merciless #1                             | Outubro de 2017    | Roteirista Peter J. Tomasi Artistas Francis Manapul                                                                       | Conexão para Dark Nights: Metal.                                         |
| Batman: The Devastator #1                            | Novembro de 2017   | Roteirista Frank Tieri Artista Tony S. Daniel                                                                             | Conexão para Dark Nights: Metal.                                         |
| Batman: Lost #1                                      | Novembro de 2017   | Roteirista Scott Snyder James Tynion IV Joshua Williamson Artista Doug Mahnke Jamie Mendoza Yanick Paguette Jorge Jimenez | Conexão para Dark Nights: Metal.                                         |
| The Batman Who Laughs #1                             | Novembro de 2017   | Roteirista James Tynion IV Artista Riley Rossmo                                                                           | Conexão para Dark Nights: Metal.                                         |
| Dark Nights: Metal Director's Cut #1                 | Novembro de 2017   | Roteirista Scott Snyder Artista Greg Capullo                                                                              |                                                                          |
| Hawkman: Found #1                                    | Dezembro de 2017   | Roteirista Jeff Lemire Artista Bryan Hitch Kevin Nowlan                                                                   | Conexão para Dark Nights: Metal.                                         |
| Dark Knights Rising: The Wild Hunt #1                | Fevereiro de 2018  | Roteirista Scott Snyder James Tynion IV Joshua Williamson Artista Doug Mahnke Ivan Reis                                   | Conexão para Dark Nights: Metal.                                         |

Uma edição Rebirth para Trinity foi planejada para ser lançada em Agosto de 2016, escrita por Francis Manapul, com arte de Manapul e Clay Mann, só que não chegou a ser liberada.

### Minisséries
| Título original (Título traduzido)                                       | Data de publicação (Edições)             | Equipe criativa                                                    | Notas / Referências |
| ------------------------------------------------------------------------ | ---------------------------------------- | ------------------------------------------------------------------ | ------------------- |
| Justice League vs. Suicide Squad (Liga da Justiça vs. Esquadrão Suicida) | Dezembro de 2016 – Janeiro de 2017 (1–6) | Roteirista Joshua Williamson Artistas Jason Fabok Tony S. Daniel   |                     |
| Dark Nights: Metal (Noites de Trevas: Metal)                             | Agosto de 2017 – Março de 2018 (1–6)     | Roteirista Scott Snyder Artista Greg Capullo                       |                     |
| Doomsday Clock (Relógio do Apocalipse)                                   | Novembro de 2017 – Julho de 2019 (1–12)  | Roteirista Geoff Johns Artistas Gary Frank Brad Anderson           |                     |
| Batman and the Signal (Batman e o Sinal)                                 | Janeiro de 2018 – Março de 2018 (1–3)    | Roteirista Scott Snyder Tony Patrick Artistas Cully Hamner         |                     |
| Justice League: No Justice (Liga da Justiça: Sem Justiça)                | Maio de 2018 (1–4)                       | Roteirista Scott Snyder Joshua Williamson Artistas Francis Manapul |                     |

A minissérie de seis edições Death of Hawkman (Morte do Gavião Negro), escrita por Marc Andreyko com arte de Aaron Lopresti, não apresenta o selo "Rebirth" (Renascimento") na sua capa, mas é considerada por Andreyko como ligada ao "'Rebirth". Apesar de não mostrar "Rebirth" em sua capa, a minissérie Mister Miracle foi estabelecida como parte da continuidade do Rebirth (Renascimento) pelo roteirista Tom King.

## Publicação no Brasil
No Brasil, os títulos da nova fase da DC Comics começaram a ser lançados pela editora Panini a partir de abril de 2017.

### Especiais
| Título                    | Data da publicação | Histórias originais                                                              |
| ------------------------- | ------------------ | -------------------------------------------------------------------------------- |
| Universo DC: Renascimento | Março de 2017      | DC Comics Preview (13 de Abril de 2016) DC Universe Rebirth (25 de Maio de 2016) |

### Regulares
| - Action Comics (2016) 957–999 - Superman (2016) 19 - Action Comics Special 1 |

| - Batman (2016) 1– |

| - Detective Comics (2016) 934–940, 942–993 - Nightwing (2016) 5–6 - Detective Comics Annual (2016) 1 |

| - Green Lanterns (2016) 1–57 - Hal Jordan and the Green Lantern Corps (2016) 1–31, 33–50 - Green Lanterns: Rebirth 1 - Hal Jordan and the Green Lantern Corps: Rebirth 1 - Green Lanterns Annual (2016) 1 |

| - Justice League (2016) 1–31, 34– - Justice League: Rebirth 1 - DC Nation 0 - Justice League: No Justice 1–4 |

| - Justice League (2018) 1– - Aquaman (2016) 1, 42 - Justice League/Aquaman: Drowned Earth 1 |

| - Wonder Woman (2016) 1–54, 58– - Wonder Woman: Rebirth - Wonder Woman Annual (2016) 1–2 |

| - Superman (2016) 1–18, 20–36, 39–45 - Superman: Rebirth (2016) 1 - Superman Annual (2016) 1 - Superman Special (2018) 1 - Action Comics (2016) 976 |

| - Superman (2018) 1– - Action Comics (2016) 1000– - The Man of Steel (2018) 1–6 - DC Nation (2018) 0 |

| - Harley Quinn (2016) 1–44 |

| - Suicide Squad (2016) 1–25, 27–50 - Suicide Squad: Rebirth (2016) 1 - Suicide Squad Annual (2018) 1 - Aquaman (2016) 39–40 |

| - Teen Titans (2016) 1–7, 10–11, 13–14, 16–19 - Raven (2016) 1–6 - Super Sons (2017) 1–10, 13–16 - Teen Titans: Rebirth 1 - Teen Titans: The Lazarus Contract Special 1 - Super Son Annual 1 |

| - Justice League of America (2017) 1–29 - Justice League of America Annual (2017) 1 |

### Minisséries
| Título | Data da publicação                 | Edições | Histórias originais | Ref.          |
| --- | ---------------------------------- | ------- | --- | ------------- |
| Grandes Astros: Batman | Junho de 2017 — Julho de 2018      | (1–14)  | All-Star Batman (2016) #1–14 | [ 81 ] [ 82 ] |
| Liga da Justiça vs. Esquadrão Suicida | Outubro de 2017 — Novembro de 2017 | (1–2)   | Justice League vs. Suicide Squad #1–6 | [ 83 ] [ 84 ] |
| Noite de Trevas: Metal | Junho — Outubro de 2018            | (1–5)   | \| Dark Nights: Metal 1–6 (minissérie principal) Dark Days: The Casting 1 (one-shot) Dark Days: The Forge 1 (one-shot) Batman: The Dawnbreaker 1 (one-shot) Batman: The Murder Machine 1 (one-shot) Batman: The Red Death 1 (one-shot) Batman: The Devastator 1 (one-shot) Batman: The Drowned 1 (one-shot) Batman: The Merciless 1 (one-shot) Batman: Lost 1 (one-shot) Dark Nights: The Batman Who Laughs 1 (one-shot) Hawkman: Found 1 (one-shot) Dark Knights Rising: The Wild Hunt 1 (one-shot) \| | [ 85 ] [ 86 ] |
| |                                    |         | |               |
| Dark Nights: Metal 1–6 (minissérie principal) Dark Days: The Casting 1 (one-shot) Dark Days: The Forge 1 (one-shot) Batman: The Dawnbreaker 1 (one-shot) Batman: The Murder Machine 1 (one-shot) Batman: The Red Death 1 (one-shot) Batman: The Devastator 1 (one-shot) Batman: The Drowned 1 (one-shot) Batman: The Merciless 1 (one-shot) Batman: Lost 1 (one-shot) Dark Nights: The Batman Who Laughs 1 (one-shot) Hawkman: Found 1 (one-shot) Dark Knights Rising: The Wild Hunt 1 (one-shot) |                                    |         | |               |

### Encadernados
| Título                              | Histórias originais | Lançamento        | Páginas | Ref.            |
| Aquaman                             | Aquaman | Aquaman           | Aquaman | Aquaman         |
| ----------------------------------- | --- | ----------------- | ------- | --------------- |
| Volume 1                            | Aquaman: Rebirth 1 e Aquaman 1–6 | Junho de 2017     | 164     | [ 87 ]          |
| Volume 2                            | Aquaman 7–12 | Setembro de 2017  | 140     | [ 88 ]          |
| Volume 3                            | Aquaman 13–18 | Dezembro de 2017  | 140     | [ 89 ]          |
| Volume 4                            | Aquaman 19–24 | Abril de 2018     | 140     | [ 90 ]          |
| Arqueiro Verde                      | |                   |         |                 |
| Volume 1                            | Green Arrow: Rebirth 1 e Green Arrow 1–5 | Junho de 2017     | 140     | [ 87 ]          |
| Volume 2                            | Green Arrow 6–11 | Setembro de 2017  | 140     | [ 88 ]          |
| Volume 3                            | Green Arrow 12–17 | Dezembro de 2017  | 140     | [ 89 ]          |
| Volume 4                            | Green Arrow 18–25 | Abril de 2018     | 116     | [ 91 ]          |
| Asa Noturna                         | |                   |         |                 |
| Volume 1                            | Nightwing: Rebirth 1, Nightwing 1–4 e 7–8 | Agosto de 2017    | 164     | [ 92 ]          |
| Volume 2                            | Nightwing 9–15 | Novembro de 2017  | 164     | [ 93 ]          |
| Volume 3                            | Nightwing 16–21 | Março de 2018     | 140     | [ 94 ]          |
| Batgirl                             | |                   |         |                 |
| Volume 1                            | Batgirl 1–6 | Setembro de 2017  | 148     | [ 95 ]          |
| Volume 2                            | Batgirl 7–11 e Batgirl Annual 1 | Março de 2018     | 140     | [ 96 ] [ 97 ]   |
| Batgirl e as Aves de Rapina         | |                   |         |                 |
| Volume 1                            | Batgirl and the Birds of Prey: Rebirth 1 e Batgirl and the Birds of Prey 1–6 | Novembro de 2017  | 164     | [ 98 ]          |
| Volume 2                            | Batgirl and the Birds of Prey 7–13 | Maio de 2018      | 164     | [ 99 ]          |
| Batman do Futuro                    | |                   |         |                 |
| Volume 1                            | Batman Beyond: Rebirth 1 e Batman Beyond 1–5 | Setembro de 2017  | 140     | [ 100 ]         |
| Volume 2                            | Batman Beyond 6–12 | Março de 2018     | 164     | [ 101 ]         |
| Batwoman                            | |                   |         |                 |
| Volume 1                            | Batwoman: Rebirth 1 e Batwoman 1–6 | Janeiro de 2018   | 164     | [ 102 ]         |
| Capuz Vermelho e os Foragidos       | |                   |         |                 |
| Volume 1                            | Red Hood and the Outlaws: Rebirth 1 e Red Hood and the Outlaws 1–6 | Outubro de 2017   | 164     | [ 103 ]         |
| Volume 2                            | Red Hood and the Outlaws 7–11 | Abril de 2018     | 196     | [ 104 ]         |
| Cyborg                              | |                   |         |                 |
| Volume 1                            | Cyborg: Rebirth 1 e Cyborg 1–5 | Novembro de 2017  | 140     | [ 105 ]         |
| Volume 2                            | Cyborg 6–13 | Maio de 2018      | 188     | [ 106 ]         |
| Exterminador                        | |                   |         |                 |
| Volume 1                            | Deathstroke: Rebirth 1 e Deathstroke 1–5 | Agosto de 2017    | 140     | [ 107 ]         |
| Volume 2                            | Deathstroke 6–11 | Novembro de 2017  | 140     | [ 93 ]          |
| Volume 3                            | Deathstroke 12–18 | Fevereiro de 2018 | 164     | [ 108 ]         |
| Flash                               | |                   |         |                 |
| Volume 1                            | Flash: Rebirth 1 e Flash 1–5 | Julho de 2017     | 140     | [ 109 ]         |
| Volume 2                            | Flash 6–12 | Outubro de 2017   | 164     | [ 110 ]         |
| Volume 3                            | The Flash 13–20 | Fevereiro de 2018 | 184     | [ 108 ]         |
| Volume 4                            | The Flash 23–27 | Junho de 2018     | 132     | [ 111 ]         |
| Hellblazer                          | |                   |         |                 |
| Volume 1                            | The Hellblazer: Rebirth 1 e The Hellblazer 1–6 | Setembro de 2017  | 164     | [ 112 ]         |
| Volume 2                            | The Hellblazer 7–12 | Fevereiro de 2018 | 140     | [ 108 ]         |
| Novo Super-Man                      | |                   |         |                 |
| Volume 1                            | New Super-Man 1–6 | Agosto de 2017    | 140     | [ 113 ]         |
| Volume 2                            | New Super-Man 7–12 | Fevereiro de 2018 | 140     | [ 108 ]         |
| Supergil                            | |                   |         |                 |
| Volume 1                            | Supergirl: Rebirth 1 e Supergirl 1–6 | Novembro de 2017  | 164     | [ 114 ]         |
| Volume 2                            | Supergirl 7–11 e Batgirl Annual 1 I | Junho de 2018     | 140     | [ 115 ]         |
| Superwoman                          | |                   |         |                 |
| Volume 1                            | Superwoman 1–7 e | Dezembro de 2017  | 164     | [ 89 ]          |
| Volume 2                            | Superwoman 8–12 | Abril de 2018     | 124     | [ 116 ]         |
| Titãs                               | |                   |         |                 |
| Volume 1                            | Titans: Rebirth 1, Titans 1–6 | Agosto de 2017    | 164     | [ 107 ]         |
| Volume 2                            | Titans 7–10 e Titans Annual 1 | Fevereiro de 2018 | 140     | [ 108 ]         |
| Volume 3                            | Titans 12–18 | Agosto de 2018    | 164     | [ 117 ]         |
| Trindade                            | |                   |         |                 |
| Volume 1                            | Trinity 1–6 | Janeiro de 2018   | 140     | [ 118 ]         |
| Outros encadernados especiais       | |                   |         |                 |
| Liga da Justiça da América Especial | Justice League of America: Killer Frost – Rebirth 1, Justice League of America: Rebirth 1, Justice League of America: The Atom – Rebirth 1, Justice League of America: The Ray – Rebirth 1 e Justice League of America: Vixen – Rebirth 1 | Dezembro de 2017  | 132     | [ 89 ]          |
| Titãs: O Contrato de Lázaro!        | Titans 11, Teen Titans 8, Deathstroke 19–20 e Teen Titans: The Lazarus Contract | Janeiro de 2018   | 132     | [ 119 ]         |
| Batman/Flash: O Bóton               | Batman 21–22 e The Flash 21–22 | Abril de 2018     | 108     | [ 120 ] [ 121 ] |